# Hans Reeringh

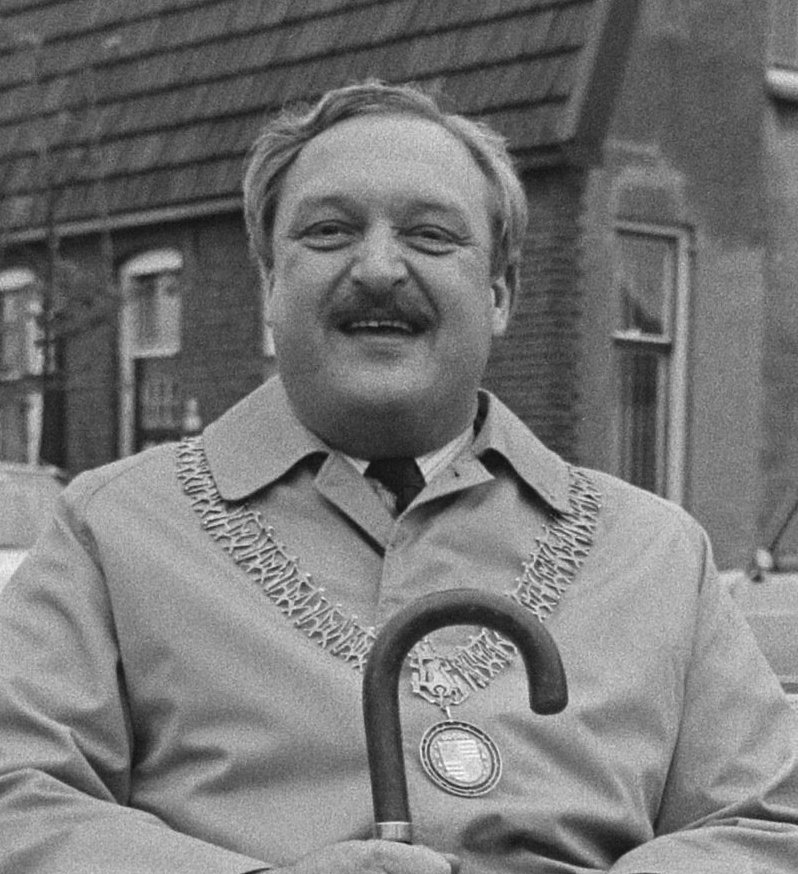
H.J.F. Reeringh (1986)

Hans Justus Frederik Reeringh (Utrecht, 23 mei 1941 – Doorn, 7 april 2014) was een Nederlands politicus van de VVD.
Hij is geboren in Utrecht maar toen zijn vader, die beroepsofficier was, werd overgeplaatst verhuisde het gezin in 1949 naar Breda. Daar doorliep hij het gymnasium waarna hij ging studeren aan de Rijksuniversiteit Leiden; eerst een jaar medicijnen en daarna rechten waarin hij is afgestudeerd. Tussen zijn studie door, heeft Reeringh ook nog 24 maanden zijn dienstplicht vervuld. In 1972 werd hij in Haarlem advocaat.
Bij de gemeenteraadsverkiezingen van 1974 stond hij op een verkiesbare plaats op de VVD-kandidatenlijst van Heemstede. Door het overlijden van de fractievoorzitter vlak voor de verkiezingen en het vertrek van de nummer twee kort daarna, werd Reeringh in 1974 VVD-fractievoorzitter in de gemeenteraad van Heemstede. Vanaf 1975 was hij daar wethouder naast zijn werk als advocaat. Rond 1979 stopte hij vanwege de werkdruk als advocaat bij het Haarlemse advocatenkantoor Van Löben Sels en Van Wijk maar hij bleef nog wel enigszins actief als advocaat maar dan vanuit zijn praktijk aan huis. In 1982 werd Reeringh locoburgemeester van Heemstede en in juli 1984 werd hij benoemd tot burgemeester van Doorn. Op 1 januari 2006 ging Doorn op in de toen gevormde fusiegemeente Utrechtse Heuvelrug waarmee na bijna 22 jaar zijn functie kwam te vervallen.
Hans Reeringh is in 2014 op 72-jarige leeftijd overleden.